# Richard Seider
Richard Seider (* 9. März 1913 in Wiesental bei Karlsruhe; † 24. Oktober 1988 in Heidelberg) war ein deutscher Papyrologe und Paläograph.
Richard Seider studierte Klassische Philologie und Papyrologie an der Universität Heidelberg, wo ihn besonders die Papyrologen Friedrich Bilabel und Karl Preisendanz beeinflussten. Nach der Promotion (1938) zur Verwaltungsgeschichte der Ptolemäer erhielt er für das Jahr 1942/1943 das Reisestipendium des Deutschen Archäologischen Instituts.
Nach dem Zweiten Weltkrieg arbeitete Seider als Akademischer Rat am Seminar für Klassische Philologie der Universität Heidelberg und in der Papyrussammlung der Universität, deren Leitung er 1969 übernahm. 1971 wurde er zum Honorarprofessor ernannt, 1973 zum Akademischen Direktor befördert. Als Direktor leitete er das Institut für Papyrologie bis zu seinem Eintritt in den Ruhestand (1980). Sein Nachfolger wurde Dieter Hagedorn.
Richard Seider ist mit zahlreichen Studien zur Papyrologie und Paläographie hervorgetreten. Besonders bekannt sind seine systematischen Monographien über die Paläographie der griechischen und lateinischen Papyri, deren vollständigen Abschluss sein Tod verhinderte.

## Schriften (Auswahl)
- Beiträge zur ptolemäischen Verwaltungsgeschichte. Der Nomarches. Der Dioiketes Apollonios. Heidelberg 1938 (Dissertation)
- Paläographie der griechischen Papyri. Drei Bände, Stuttgart 1967–1990
- Römische Malerei. Königstein im Taunus 1968
- Karl Preisendanz. In: Bibliothek und Wissenschaft. Band 7 (1970), S. 11–23
- Paläographie der lateinischen Papyri. Drei Bände, Stuttgart 1972–1981
- Zur Paläographie des Giessener Ciceropapyrus. Gießen 1975